# Hylaeus diplonymus
Hylaeus diplonymus là một loài Hymenoptera trong họ Colletidae. Loài này được Schulz mô tả khoa học năm 1906.